# Christine White
Christine White (4 de mayo de 1926 – 14 de abril de 2013) fue una actriz estadounidense, conocida principalmente por su papel en el episodio "Nightmare at 20,000 Feet" de la serie televisiva The Twilight Zone.

## Biografía
Su nombre completo era Christine Lamson White, y nació en Washington D. C., siendo sus padres Lucia W. y James Andrew White. Estudiando en la Universidad de Carolina del Norte en Chapel Hill, ella se inició en la actuación participando en diversas obras teatrales, llegando a conseguir una maestría en locución y drama concedido por la Universidad Católica de América.
En los años 1950 dejó su casa en Nueva York y se mudó a Los Ángeles, donde empezó a actuar en programas televisivos. Su primer papel llegó en 1952 con la serie The Web.
A lo largo de sus 20 años de trayectoria, ella participó en más de 50 producciones, entre ellas Bonanza, Have Gun Will Travel, Perry Mason, The Rifleman, The Loretta Young Show, Los Intocables y Papá lo sabe todo. Su última actuación tuvo lugar en 1976 en el telefilm James Dean.
Sin embargo, su papel más famoso fue el que hizo junto a William Shatner en el episodio de The Twilight Zone Nightmare at 20,000 Feet, el de la esposa de "Bob Wilson" (Shatner), "Julia Wilson".
Christine White falleció en el año 2013 en una residencia de personas mayores en Washington D. C. Sus restos fueron incinerados.